# フランクフルト空港近距離駅

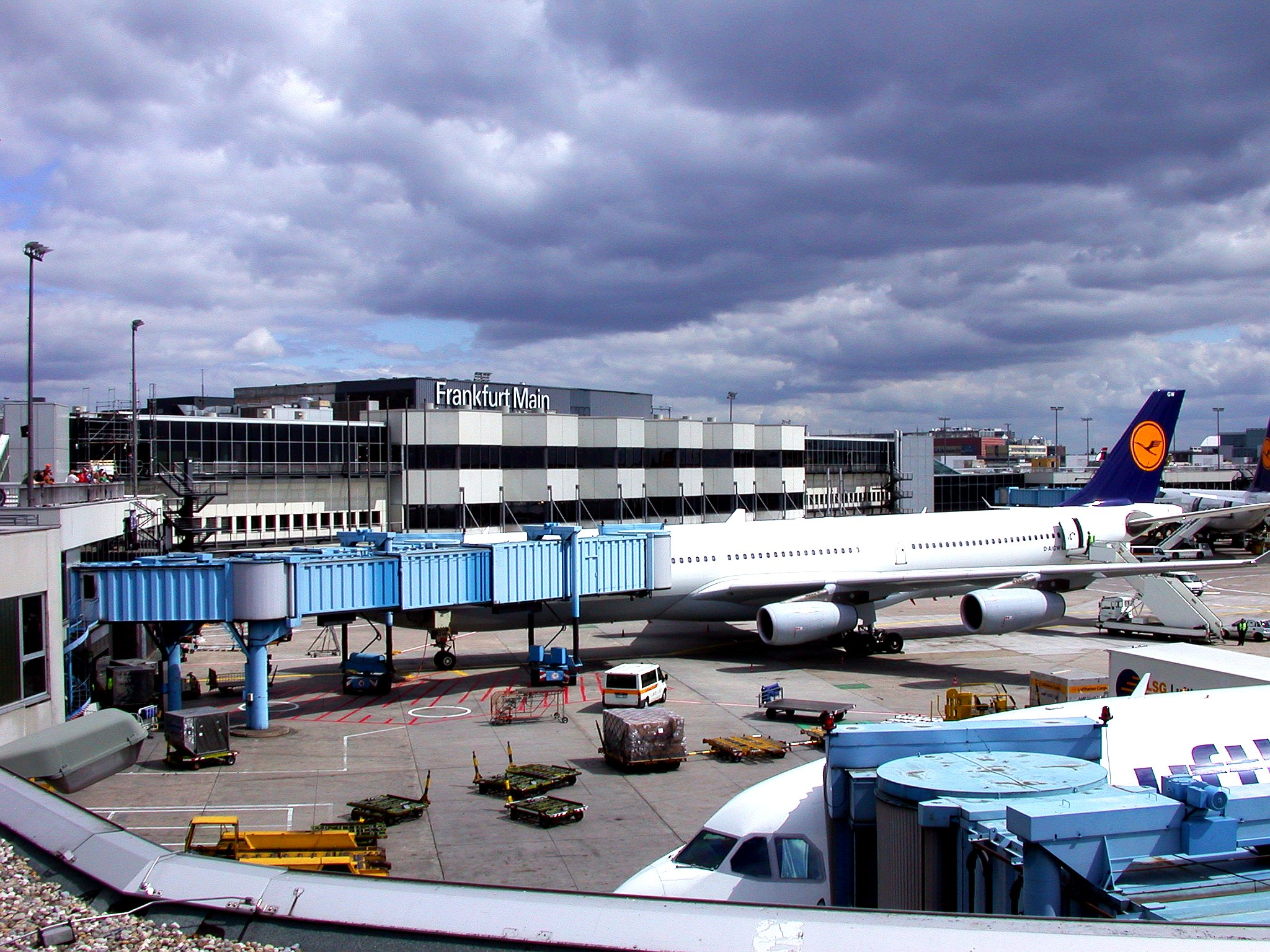
ターミナル1

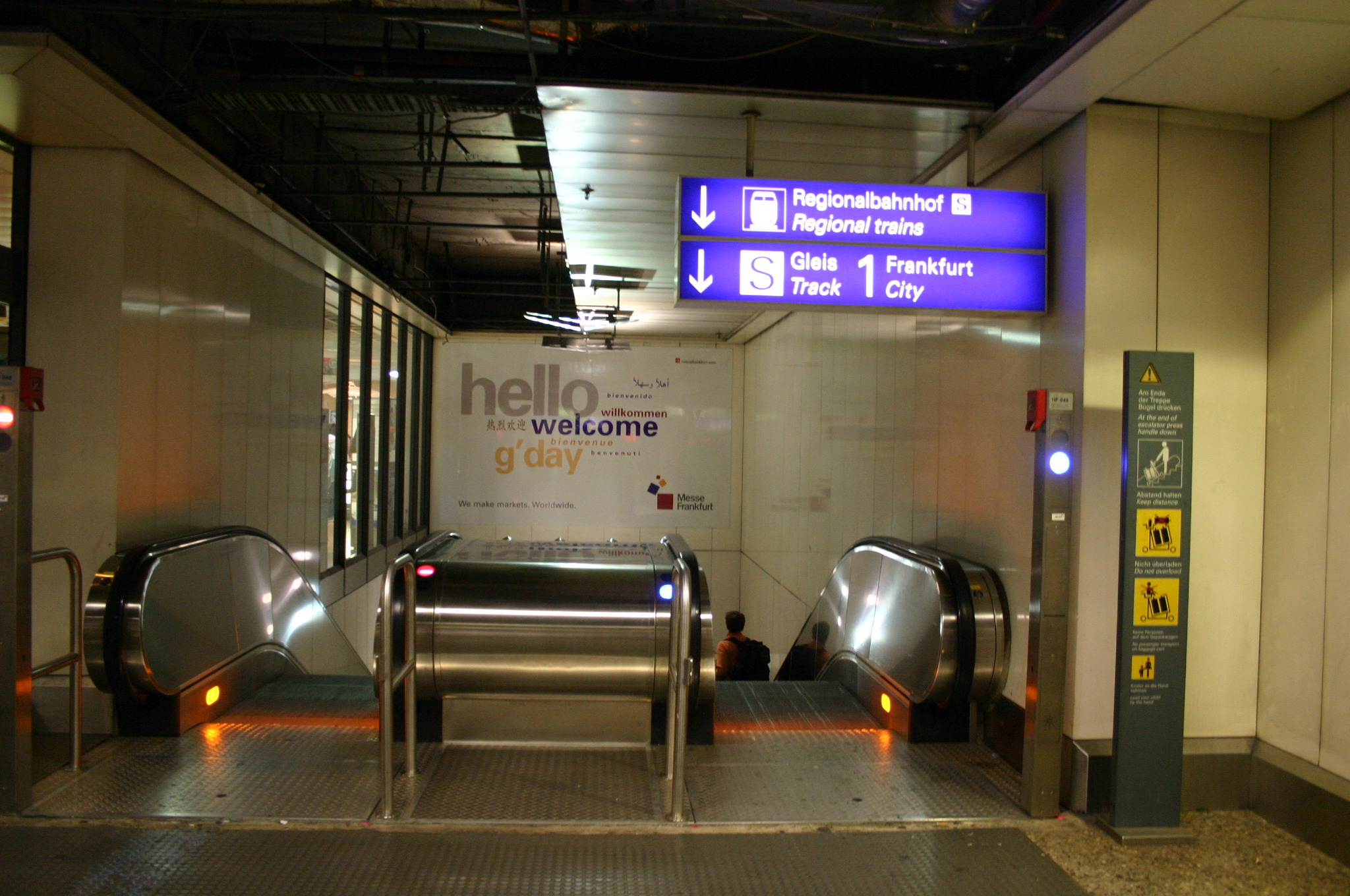
地下ホームへの降り口

フランクフルト空港駅周辺の配線図

フランクフルト空港近距離駅（de:Frankfurt am Main Flughafen Regionalbahnhof）はフランクフルト空港ターミナル1に隣接した地下にある、Sバーンとレギオナルバーンなど近距離列車が乗り入れる鉄道駅である。遠距離駅とは連絡通路を介してつながっている。
乗り場はプラットホームが2面3線である。開業はターミナル1と同時期の1972年3月14日でターミナル北側のバス乗り場地下に開設された。空港ターミナルビル敷地内に出来た駅としては当時西ドイツ初であった。1980年代、デュッセルドルフへ向け採算性の悪い国内短距離便の効率化を目的とし403形を使用したルフトハンザ・エアポートエクスプレスが運行されていた。この考え方はその後のICEを利用したAiRailサービスに受け継がれている。

## 路線
- Sバーン8系統: ヴィースバーデン中央駅 – フランクフルト空港近距離駅  – フランクフルト中央駅 – オッフェンバッハ東駅 – (ハーナウ中央駅)
- Sバーン9系統: ヴィースバーデン中央駅 – マインツ・カステル駅 – フランクフルト空港近距離駅 – フランクフルト・アム・マイン中央駅 – オッフェンバッハ東駅 – ハーナウ中央駅
- RE 80(気動車列車): ザールブリュッケン中央駅 – バート・クロイツナハ駅– マインツ中央駅 – フランクフルト空港近距離駅 – フランクフルト中央駅
- RE/RB 80: コブレンツ中央駅 – ボッパルト中央駅 – ビンゲン中央駅 – マインツ中央駅 – フランクフルト空港近距離駅– フランクフルト・アム・マイン中央駅
- RE 55: フランクフルト空港近距離駅– ハーナウ中央駅 (– ゲミュンデン – ヴュルツブルク中央駅) (ピーク時のみ)

ダイヤ乱れ時などは一部運行経路を変更し、遠距離駅に発着する場合もある。